# Adam Georg von Agthe

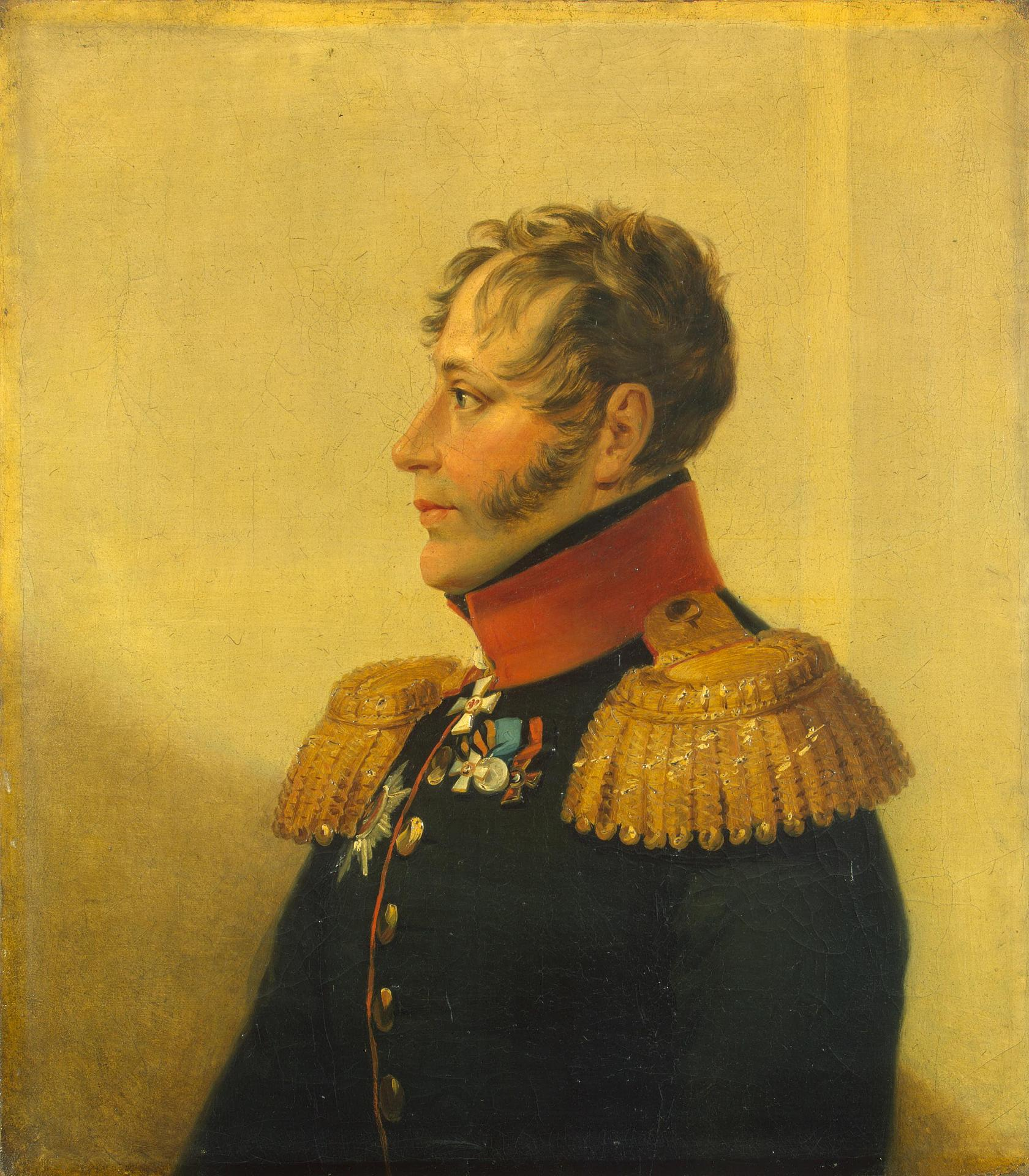
Adam Georg von Agthe, Portrait von George Dawe in der Eremitage

Adam Georg von Agthe (russisch Егор Андреевич Ахте, * 12. August 1777 in Arensburg, Gouvernement Livland; † 26. August 1826 in Krementschug, Gouvernement Poltawa) war ein russischer General.

## Leben
Agthe entstammte der weitverzweigten Musikerfamilie Agthe, deren Spuren nicht nur im Baltikum und Russland, sondern auch in Mitteldeutschland zu finden sind. Er war ein Sohn von Johann Andreas Agthe (1733–1806), der zunächst Organist war und dann als Landtaxator und Kollegienassessor im Jahre 1803 von Kaiser Alexander I. von Russland nobilitiert wurde und der in die Oeselsche Ritterschaft aufgenommen wurde.
Adam Georg Agthe wurde 1796 zum Leutnant befördert. Er war 1805 an der Schlacht von Austerlitz beteiligt, wofür er die Tapferkeitsmedaille erhielt. Im Russisch-Türkischen Krieg 1806–1811 zeichnete er sich insbesondere bei der Einnahme von Batin (September 1810) aus und wurde dafür nachträglich am 10. März 1812 mit dem St. Georgs-Orden 4. Klasse ausgezeichnet. Nach Napoleons Invasion in Russland erhielt er das Kommando über eine Grenadier-Brigade und zeichnete sich während der Schlacht von Borodino bei der Verteidigung der Schanzen von Schewardino aus. Als Teil des Korps von General der Kavallerie Rajewski nahm er im Oktober 1813 an der Völkerschlacht bei Leipzig teil. Danach wurde er zum Generalmajor befördert, schied jedoch bereits am 15. April 1816  infolge von Verletzungen aus der Armee aus. Eine davon hatte er sich 1814 bei der Einnahme von Paris zugezogen.
Adam Georg von Agthe war verheiratet mit Maria Danilowna Fürstin Kudaschew, Tochter des Hofrats Danilo Iwanowitsch Fürst Kudaschew und von Katharina Ssergejewna Fürstin Baratow. Aus der Ehe ging eine Tochter hervor.
In der Eremitage in St. Petersburg gibt es ein Porträt von von Agthe in Generalsuniform, welches der englische Maler George Dawe – Hofmaler unter Kaiser Alexander I. von Russland –  in Öl auf Leinwand malte.